# Докучаев, Михаил Степанович
Михаи́л Степа́нович Докуча́ев (1925—2003) — генерал-майор КГБ СССР, участник Великой Отечественной войны, Герой Советского Союза (1945), лауреат Государственной премии СССР (1986).

## Биография
Михаил Докучаев родился 2 июня 1925 года в селе Никольское (ныне — Енотаевский район Астраханской области) в крестьянской семье. Окончил школу № 55 в Астрахани.
В ноябре 1942 года Докучаев был призван на службу в Рабоче-крестьянскую Красную Армию и направлен на фронт Великой Отечественной войны. Участвовал в Сталинградской и Курской битвах, битве за Днепр, освобождении Киева, Белорусской, Варшавско-Познанской, Берлинской операциях. К январю 1945 года гвардии сержант Михаил Докучаев командовал 45-миллиметровым орудием 55-го гвардейского кавалерийского полка 15-й гвардейской кавалерийской дивизии 7-го гвардейского кавалерийского корпуса 1-го Белорусского фронта. Отличился во время освобождения Польши.
21 января 1945 года, когда противник атаковал советские позиции в районе города Побьяница, Докучаев со своим орудием преградил путь немецким танкам и уничтожил один из них, заставив остальные повернуть назад. В том бою он также уничтожил пять автомашин. На подступах к реке Варта он уничтожил ещё один вражеский танк.
Указом Президиума Верховного Совета СССР от 27 февраля 1945 года «за образцовое выполнение боевых заданий командования на фронте борьбы с немецкими захватчиками и проявленные при этом отвагу и геройство» гвардии сержанту Докучаеву Михаилу Степановичу присвоено звание Героя Советского Союза с вручением ордена Ленина и медали «Золотая Звезда» № 5669.
Участвовал в Параде Победы. После окончания войны Докучаев продолжил службу в Советской Армии. В 1951 году окончил Военный институт иностранных языков, после чего работал в спецслужбах СССР. В 1951—1953 годах Докучаев работал в Главном управлении специальной службы при ЦК ВКП(б)/КПСС, в 1953—1954 годах — в 8-м Управлении МВД СССР, в 1954—1956 годах — 8-м (шифровальном) Главном управлении КГБ СССР. В 1956 году Докучаев окончил Военно-дипломатическую академию, после чего служил в Первом главном управлении КГБ СССР. Занимался разведывательной деятельностью в Греции.
После возвращения в СССР занимал должности начальника направления (внутренняя безопасность) Службы № 2 (внешняя контрразведка) ПГУ КГБ при СМ СССР (1971-1972 годы) и начальника 5-го отдела (внутренняя безопасность) Управления «К» (внешняя контрразведка) ПГУ КГБ при СМ СССР (1972-1975 годы). С июля 1975 по май 1989 года - заместитель начальника 9-го Управления КГБ при СМ СССР
(с июля 1978 года - КГБ СССР). Отвечал за безопасность высоких советских руководителей, а также глав иностранных государств и правительств, прибывавших в СССР с официальными визитами.
За внедрение и освоение новейших образцов техники в 1986 г. удостоен звания лауреата Государственной премии СССР, а в 1999 г. стал академиком МАСИ — Международной Академии системных исследований при Московском Государственном химикотехнологическом университете им. Д.И. Менделеева.
В 1989 году в звании генерал-майора вышел в отставку.

Могила Докучаева на Кунцевском кладбище.

Проживал в Москве, умер 9 августа 2003 года, похоронен на Кунцевском кладбище Москвы.

## Награды
- Герой Советского Союза (27.02.1945, медаль «Золотая Звезда» № 5669)[3];
- орден Ленина (27.02.1945)[3];
- орден Отечественной войны I степени (1985);
- орден Трудового Красного Знамени;
- орден Красной Звезды;
- орден Дружбы народов;
- орден Славы III степени (15.10.1944)[4];
- медаль Жукова;
- медаль «За отвагу» (13.10.1943)[5];
- две медали «За боевые заслуги» (20.10.1944[6], 21.08.1953);
- медаль «За победу над Германией в Великой Отечественной войне 1941—1945 гг.» (06.1945);
- медаль «За взятие Берлина»;
- медаль «За освобождение Варшавы»